# 8126 Chanwainam
8126 Chanwainam este un asteroid din centura principală, descoperit pe 20 ianuarie 1966, de Observatorul Zijinshan.